# Sipunculus phalloides
Sipunculus phalloides là loài động vật thuộc chi Sá sùng. Loài này được Pallas mô tả khoa học vào năm 1774.